# Книги Просперо
«Книги Просперо» (англ. Prospero’s Books) — полнометражный фильм Питера Гринуэя по пьесе Уильяма Шекспира «Буря». Фильм смонтирован в мультиэкранной манере и представляет собой попытку синтеза множества видов искусств — живописи, архитектуры, музыки, балета, каллиграфии, новейших компьютерных технологий и др.

## Сюжет
Для удобства восприятия сюжет фильма представлен в хронологическом порядке.
Законный герцог Милана Просперо всецело погружён в изучение наук и искусств. Передав управление Миланом своему брату Антонио, Просперо не замечает, как тот жаждет сместить его и обрести герцогский титул. Антонио обещает неаполитанскому королю Алонзо подчинить Милан Неаполю и выплачивать ему дань, если Алонзо признает Антонио герцогом и поможет изгнать Просперо. В ночь кровавого переворота Гонзало, советник неаполитанского короля, должен увезти Просперо из Милана. Снабдив Просперо припасами, милосердный Гонзало позволяет ему взять ценные для него книги. Просперо и его маленькую дочь Миранду увозят на судне в открытое море и оставляют одних на полуразрушенном корабле. Их выбрасывает на остров, который Просперо, овладевший волшебным знанием из книг, превращает в своё маленькое королевство.
Двенадцать лет спустя Просперо и его помощник дух Ариэль устраивает бурю, прибившую к острову корабль, на котором плывут Антонио, Алонзо и их спутники. Разделённые на несколько групп, они полностью оказываются во власти Просперо, обдумывающего свою месть за написанием пьесы, в которой описано всё, что произойдёт на острове.
Но сын неаполитанского короля Фердинанд встречает Миранду, и между ними вспыхивает любовь. Просперо становится жалко своих врагов, и он появляется перед ними. Примирившись с Алонзо, считающим своего сына Фердинанда утонувшим во время бури, Просперо приводит его к месту, где их влюблённые дети играют в шахматы.
Корабль Алонзо цел. Перед отплытием Просперо отрекается от волшебства и уничтожает все свои книги. Но две книги спасает живущий на острове дикарь Калибан — книгу пьес с инициалами У. Ш. на обложке и книгу с пьесой «Буря», написанной Просперо. Просперо прощается с Ариэлем и произносит заключительную речь, сменяющуюся аплодисментами персонажей фильма, между которыми пробегает Ариэль и улетает за пределы кадра.

## В ролях
- Просперо, законный герцог Миланский — Джон Гилгуд
- Калибан, раб, уродливый дикарь — Майкл Кларк[англ.]
- Алонзо, король Неаполитанский — Мишель Блан
- Гонзало, старый честный советник короля Неаполитанского — Эрланд Юзефсон
- Миранда, дочь Просперо — Изабель Паско[англ.]
- Антонио, брат Просперо, незаконно захвативший власть в Миланском герцогстве — Том Белл[англ.]
- Себастьян, брат короля Неаполитанского — Кеннет Крэнем
- Фердинанд, сын короля Неаполитанского — Марк Райлэнс
- Адриан, придворный — Герард Толен[англ.]
- Франсиско, придворный — Пьер Бокма[англ.]
- Тринкуло, шут — Джим ван дер Вауде[англ.]
- Стефано, дворецкий, пьяница — Михил Ромейн[англ.]
- Ариэль, дух воздуха — Орфео[англ.], Пол Расселл[англ.], Тьерри, Джеймс, Эмил Волк[англ.]
- Ирида — Мария Энджел[англ.]
- Церера — Уте Лемпер
- Юнона — Дебора Конуэй[англ.]

## Работа над фильмом
Снять фильм по «Буре» Гринуэю предложил Джон Гилгуд после их совместной работы над «Адом Данте». Сценарий Гринуэй писал специально под игру Гилгуда.
Много лет Гилгуд больше всего желал сделать фильм по «Буре», находя волшебный элемент пьесы прекрасно подходящим для экрана. Актёр вёл переговоры с Бенджамином Бриттеном, пытался привлечь Куросаву и Бергмана, обсуждал проект с Аленом Рене и Джорджо Стрелером. В конце 1970-х годов он отверг предложение Дерека Джармена сняться в его экранизации пьесы. К концу 1980-х годов Гилгуд потерял надежду исполнить роль Просперо в кино, пока ему не позвонил Гринуэй, пригласивший актёра не только сыграть волшебника, но и прочитать текст всех остальных персонажей.
Съёмки фильма шли четыре месяца и проходили в павильоне на окраине Амстердама.

## Художественные особенности

Отсылки к мировому культурному наследию в «Книгах Просперо»
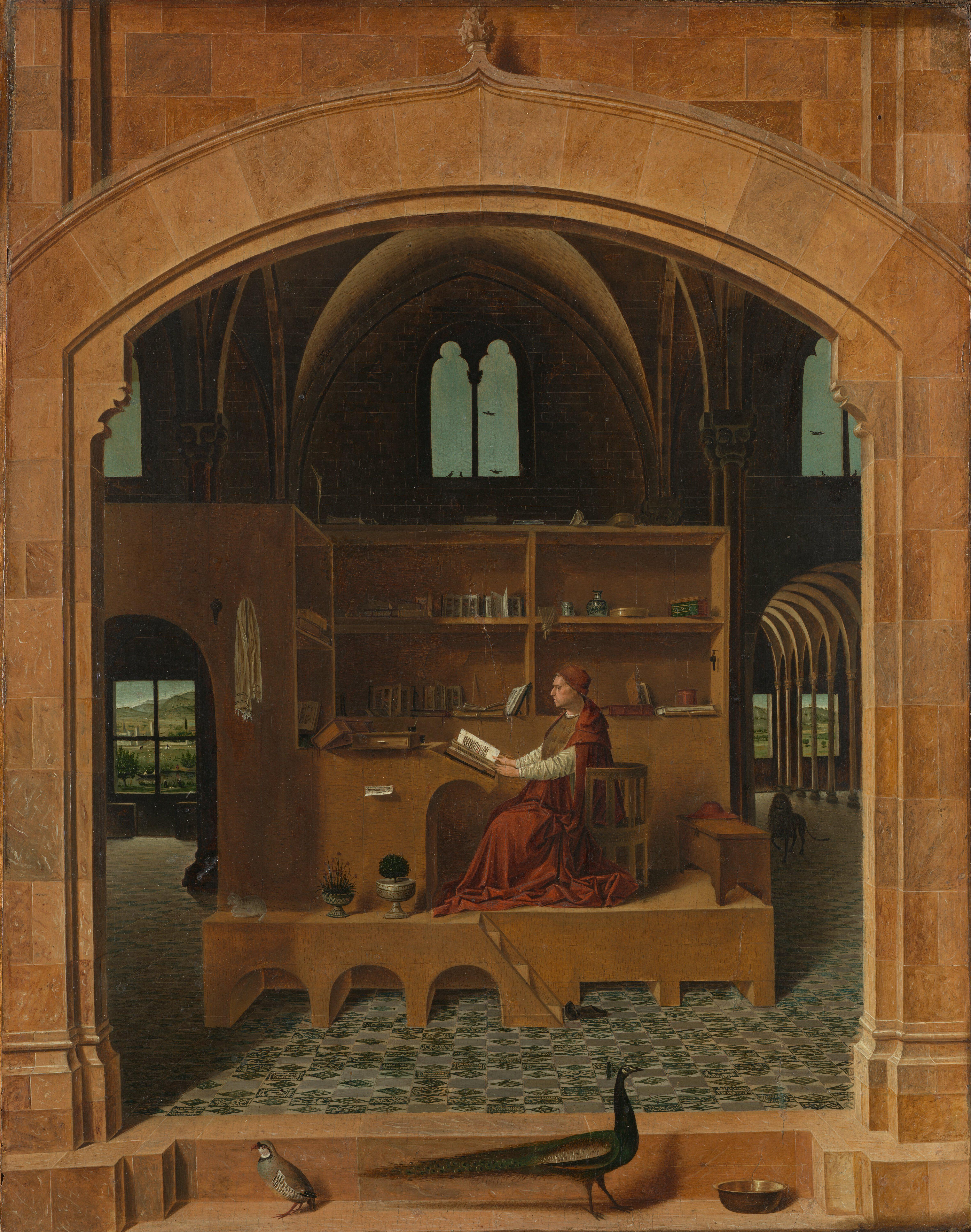
Антонелло да Мессина, «Святой Иероним в келье» — прототип рабочей комнаты Просперо
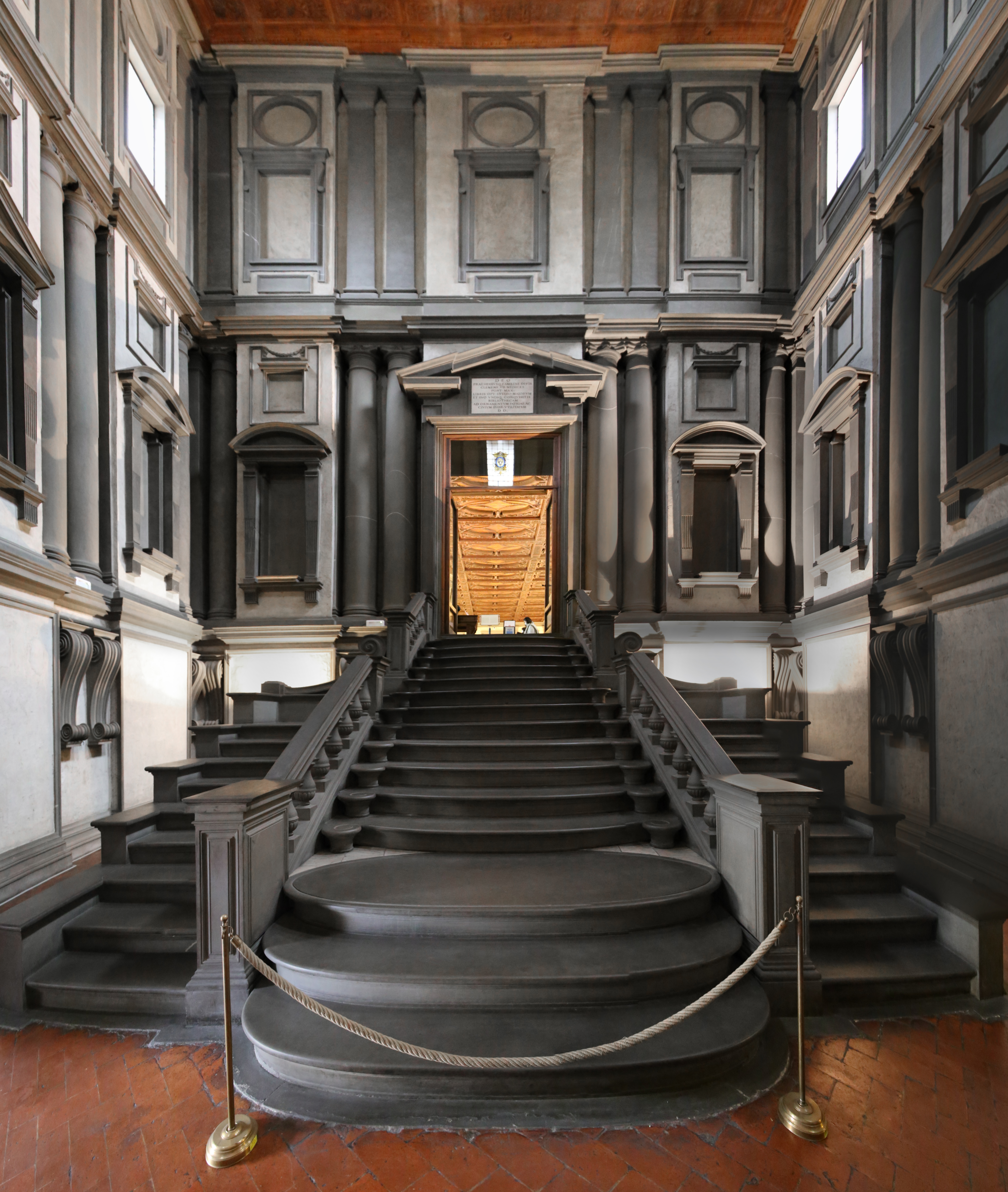
Лестница библиотеки Лауренциана Микеланджело
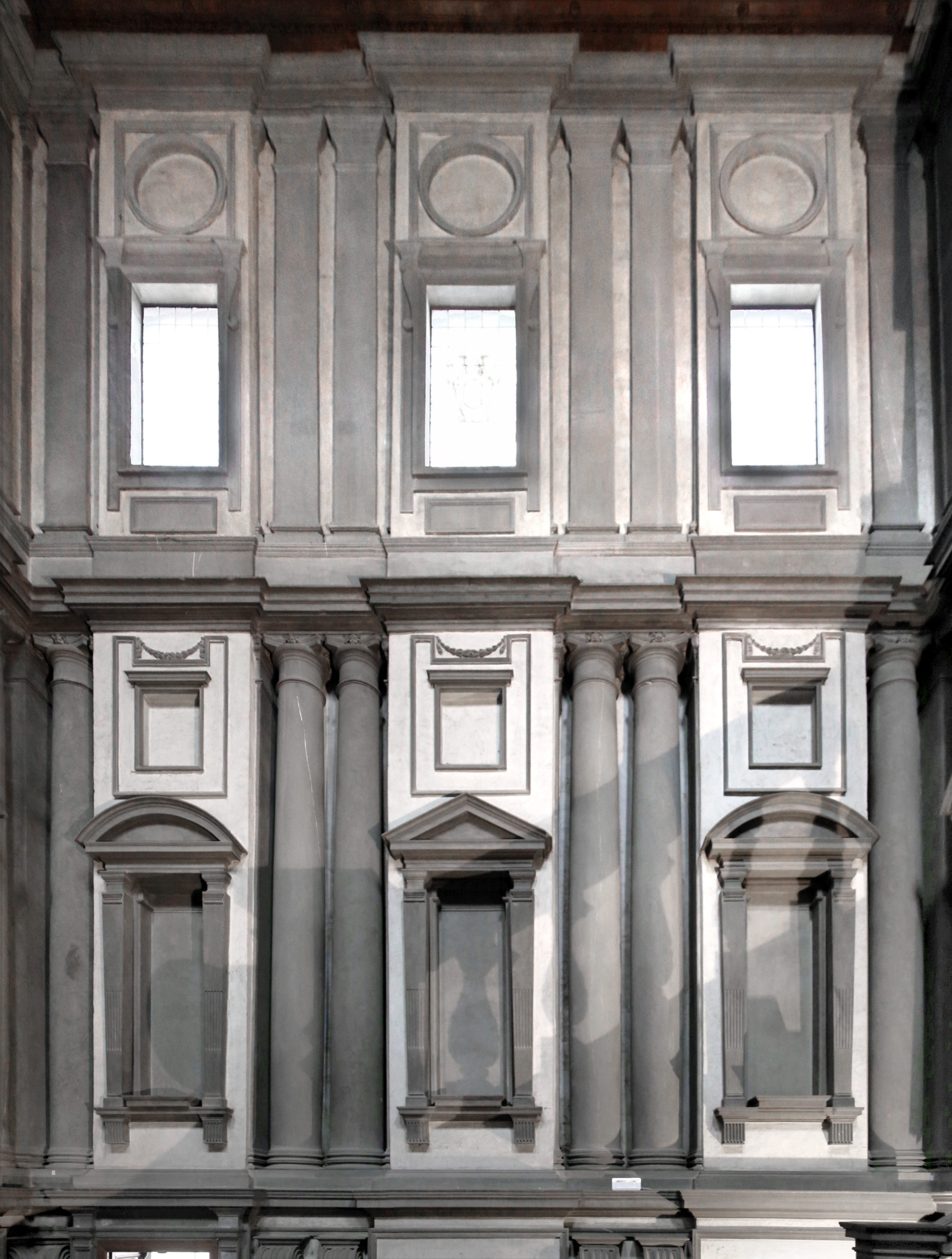
Вестибюль библиотеки Лауренциана
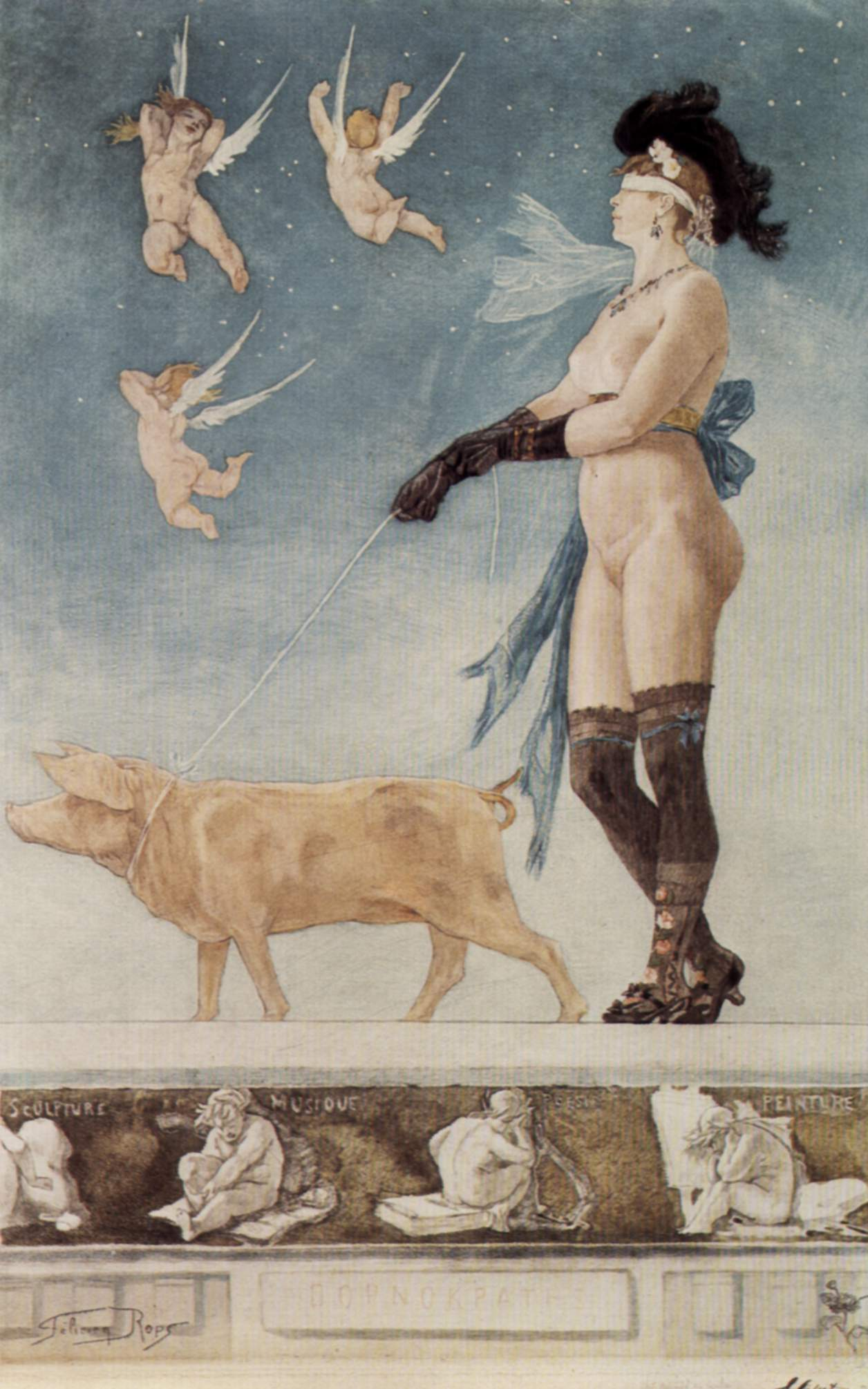
Фелисьен Ропс «Порнократия». Женщина в шляпе — одна из обитателей острова
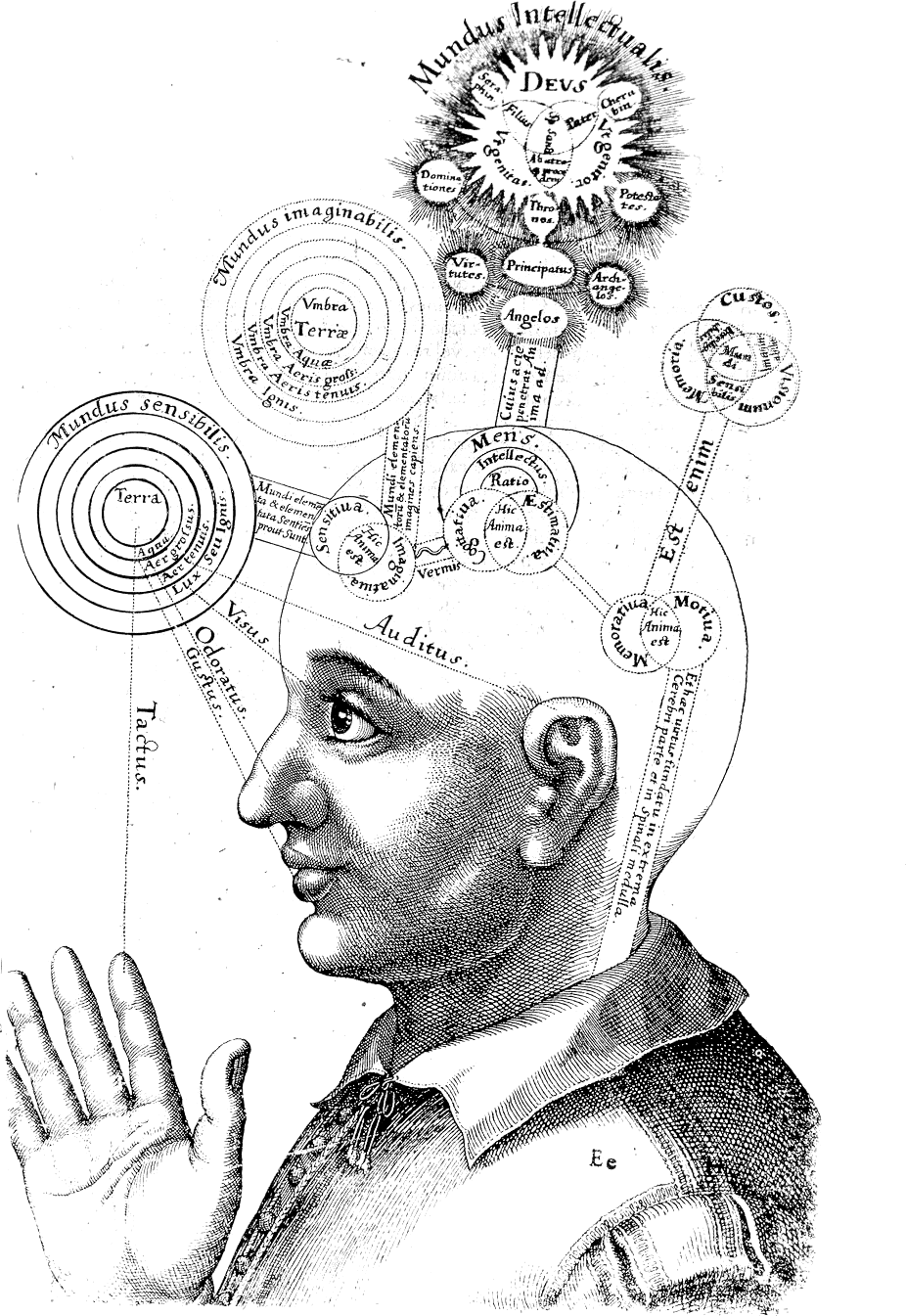
Человек и макрокосм. Гравюра из книги Роберта Фладда «Utriusque cosmi maioris scilicet et minoris Metaphysica, physica atque technica Historia Архивная копия от 12 сентября 2014 на Wayback Machine»